# Helena, Montana
Helena je glavni grad američke savezne drzave Montane.
Grad je osnovan 30. listopada 1864. Po popisu iz 2000. imao je 25.780 stanovnika, a sa susjednim područjem 67.636 stanovnika 